# Declivocondyloides loebli
Declivocondyloides loebli är en skalbaggsart som beskrevs av Henri L. Sudre 2001. Declivocondyloides loebli ingår i släktet Declivocondyloides och familjen långhorningar. Inga underarter finns listade i Catalogue of Life.